# 양시칠리아 축구 국가대표팀
양시칠리아 축구 국가대표팀은 이탈리아 남부의 양시칠리아를 대표하는 축구팀이다. 이 팀은 FIFA 및 유럽 축구 연맹 회원국이 아니기 때문에, FIFA 및 유럽 축구 연맹이 주관하는 대회에는 참가하지 않는다.

## 같이 보기
- 분류:캄파니아주 출신 축구 선수
- 분류:시칠리아주 출신 축구 선수